# Łask
Łask este un oraș în Polonia.